# 青山学院大学コミュニティ人間科学部
青山学院大学コミュニティ人間科学部（あおやまがくいんだいがくコミュニティにんげんかがくぶ、College of Community Studies）は青山学院大学に設置された人間科学部、地域学部。
教育学や福祉学、社会学をベースにした地域学、地域社会学、地域経営学、コミュニケーション学やコミュニティ形成学、共生社会学から社会心理学などの人間の行動や関係性に関する研究する。
日本国内の地域に着目した社会貢献を追究し、地域の文化とそこに暮らす人々への理解を深め、地域を体験する学びを通して「実践知」を培い、課題解決力とコミュニティ創造力を育成し、その専門家として、地域社会の構成者として、地域の活性化や持続的な活動支援ができる人材を育てるとしている。

## 概要
青山学院女子短期大学閉鎖に伴い、そのリソースを2021年4月新設の「スクーンメーカー記念ジェンダー研究センター」とともに、女子短期大学が培ってきた教育・研究の伝統と精神を受け継ぎ、地域や社会に貢献できる人物育成を担う。したがって教授陣も女子短期大学からの移籍者が多い。
博物館の学芸員、図書館司書、社会教育主事、社会調査士などの資格取得が可能。
キャンパスは相模原キャンパス。
講義構成は専門教育科目群と、外国語科目及び青山スタンダード科目で構成される教育課程を編成。そして第０群から第Ⅵ群までの科目分類がなされており、第０群：学部必修科目、第Ⅵ群：専門技能科目のほか、
第Ⅰ群：子ども・若者活動支援プログラム、
第Ⅱ群：女性活動支援プログラム、
第Ⅲ群：コミュニティ活動支援プログラム、
第Ⅳ群：コミュニティ資源継承プログラム、
第Ⅴ群：コミュニティ創生計画プログラム、
の5つの履修プログラムで構成される。

## 沿革
2019年、コミュニティ人間科学部コミュニティ人間科学科を設置

### 学科の構成
- コミュニティ人間科学部
  - コミュニティ人間科学科